# Schoenoplectus oligosetus
Schoenoplectus oligosetus är en halvgräsart som först beskrevs av Andrey Evgenievich Kozhevnikov, och fick sitt nu gällande namn av Tatiana Vladimirovna Egorova. Schoenoplectus oligosetus ingår i släktet sävsläktet, och familjen halvgräs. Inga underarter finns listade i Catalogue of Life.